# Darling Harbour

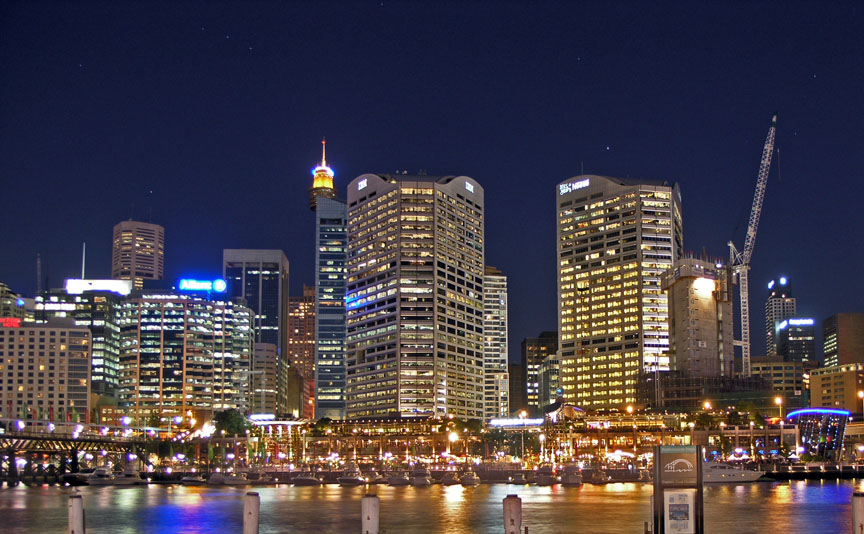
Noční Darling Harbour

Darling Harbour je část Sydney, města v Austrálii s rozsáhlou odpočinkovou pěší zónou. Nachází se na západním straně centra města, na západě zasahuje do čínské čtvrti, na východě na obě strany zátoky Cockle Bay a do předměstí Pyrmont. Cockle Bay je jen jedna z vodních cest, které vedou do Darling Harbouru, který se na severu otevírá do přístavu Port Jackson.
Oblast není ve správě městských orgánů, ale statutárního úřadu na úrovni Nového Jižního Walesu.

## Dějiny

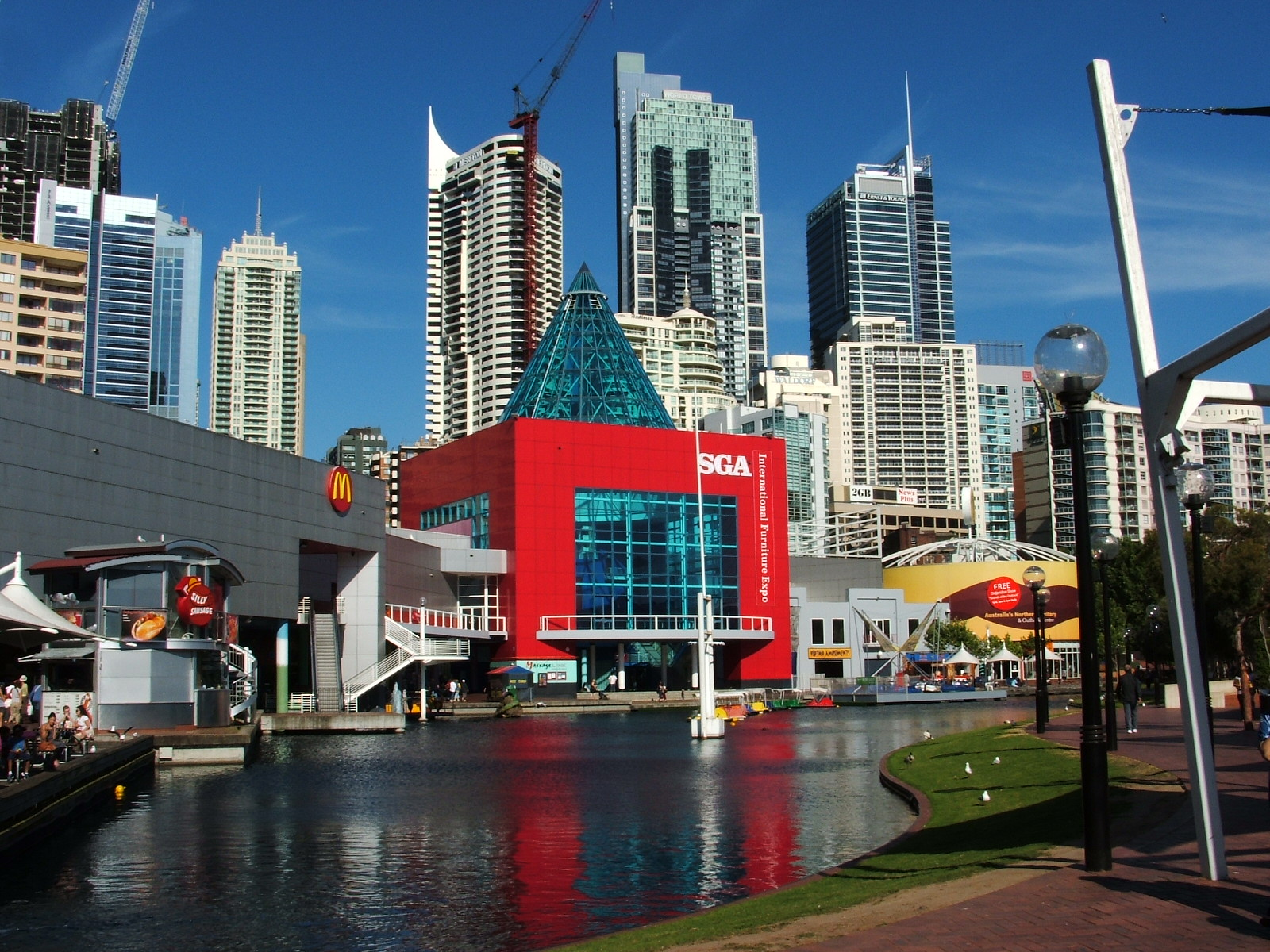
Darling Harbour s nyní uzavřenou zábavní budovou SEGA World Sydney

Darling Harbour je pojmenován po generálporučíku Ralphu Darlingovi, který byl guvernérem Nového Jižního Walesu v letech 1825 – 1831. Původně byl součástí obchodního sydneyského přístavu. V průběhu hospodářské krize ve 30. letech 20. století byla východní část Darling Harbouru známa jako Hladová míle (anglicky: The Hungry Mile) podle dlouhých řad dělníků hledajících práci. V 80. letech 20. století ale již oblast chátrala a až z iniciativy tehdejší Ministryně veřejných prací Nového Jižního Walesu Laurie Breretonové byla k oslavám 200. výročí objevení Austrálie přebudována na současnou oblast, lákající stovky tisíc turistů ročně.
V současnosti prochází velkou přestavbou východní Darling Harbour, kde mají na ploše 18 hektarů nové budovy poskytnout z poloviny prostor obchodu a bydlení a z poloviny zůstat nezastavěné. Vláda Nového Jižního Walesu do projektu zahrnula i oblast ulice Globe Street, která se má stát paralelou Wall Street pro Austrálii a Tichomoří. Celý projekt bude dokončen až po roce 2020, čtvrť ponese jméno Barangaroo, které vyhrálo v celonárodní soutěži.

## Atrakce
Darling Harbour nabízí mnoho veřejných zařízení a atrakcí, například:
- Sydney Entertainment Centre
- Paddy's Market
- Čínská zahrada v Sydney
- park Tumbalong
- Sydney Convention and Exhibition Centre
- Australské národní námořní muzeum
- casino Star City
- Majákové museum
- Sydneyské akvárium
- the IMAX theatre – the largest in the world
- Wildlife World (Svět divočiny)
- austrálské středisko

1. SEGA World Sydney byl v roce 2000 uzavřen

S centrem města je Darling Harbour spojen monorailem.

## Galerie

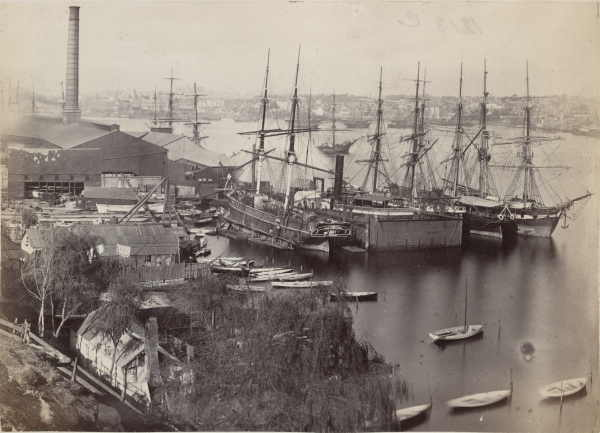
Darling Harbour v roce 1877.
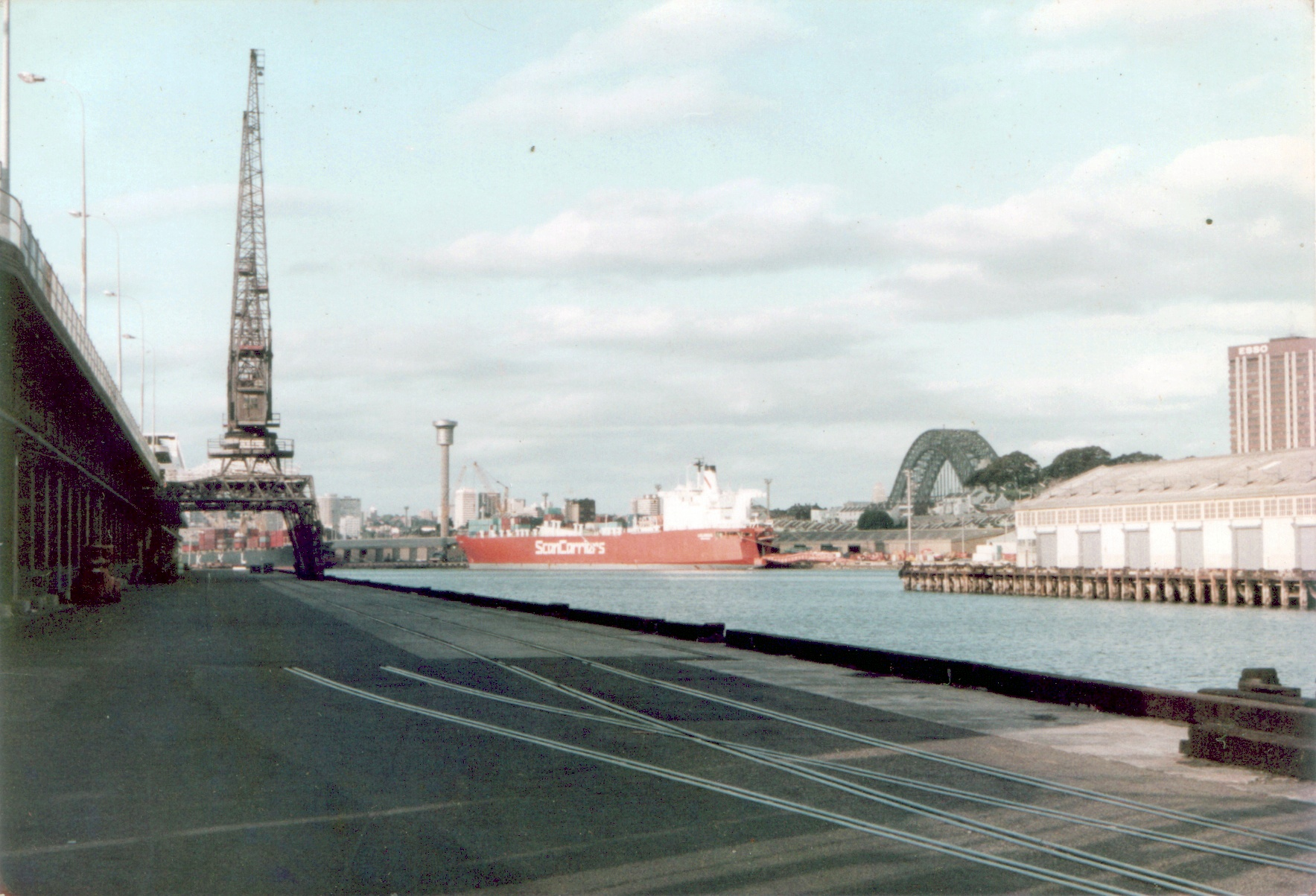
Darling Harbour jako staveniště v 80. letech.
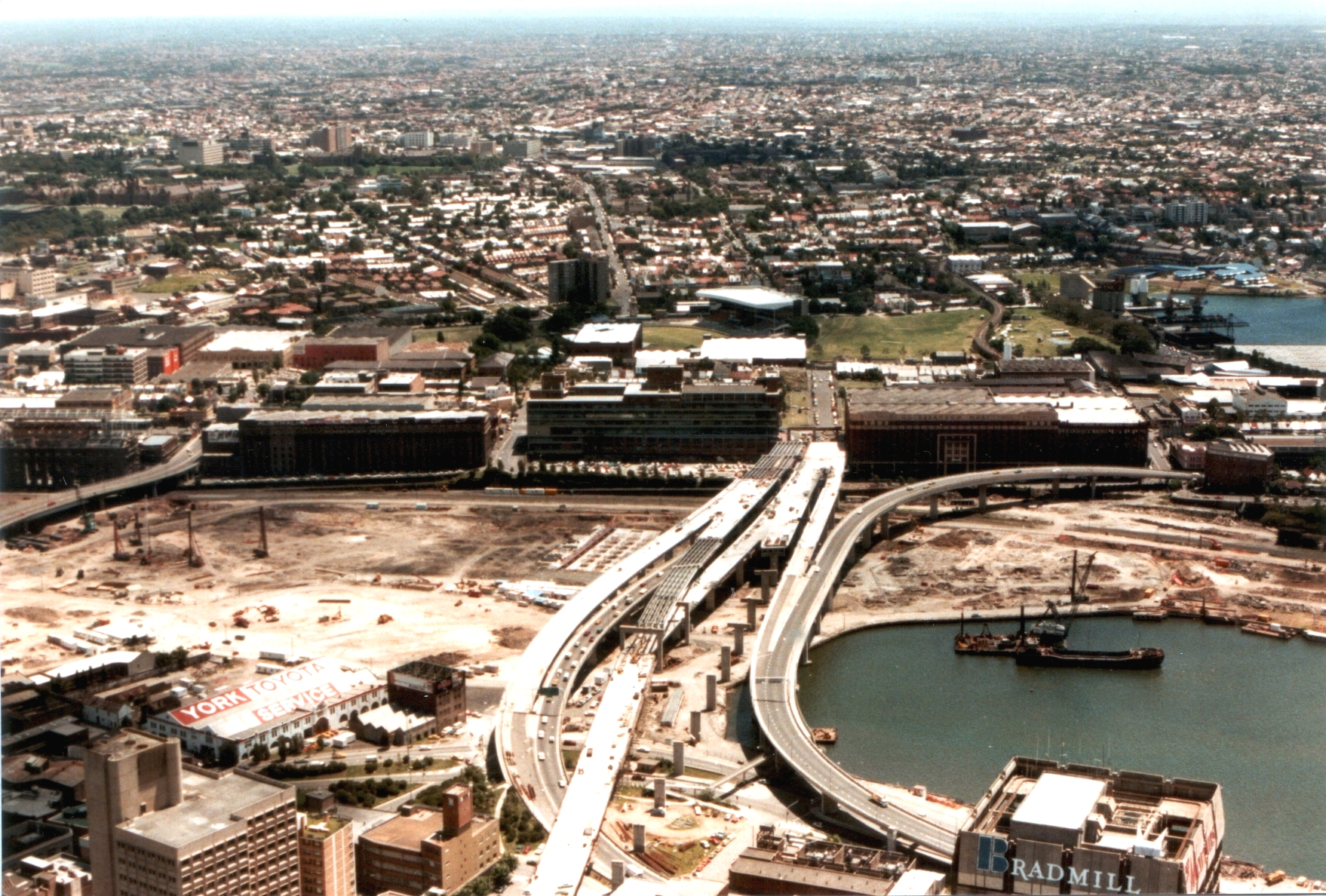
Darling Harbour ve výstavbě na začátku 80. let.
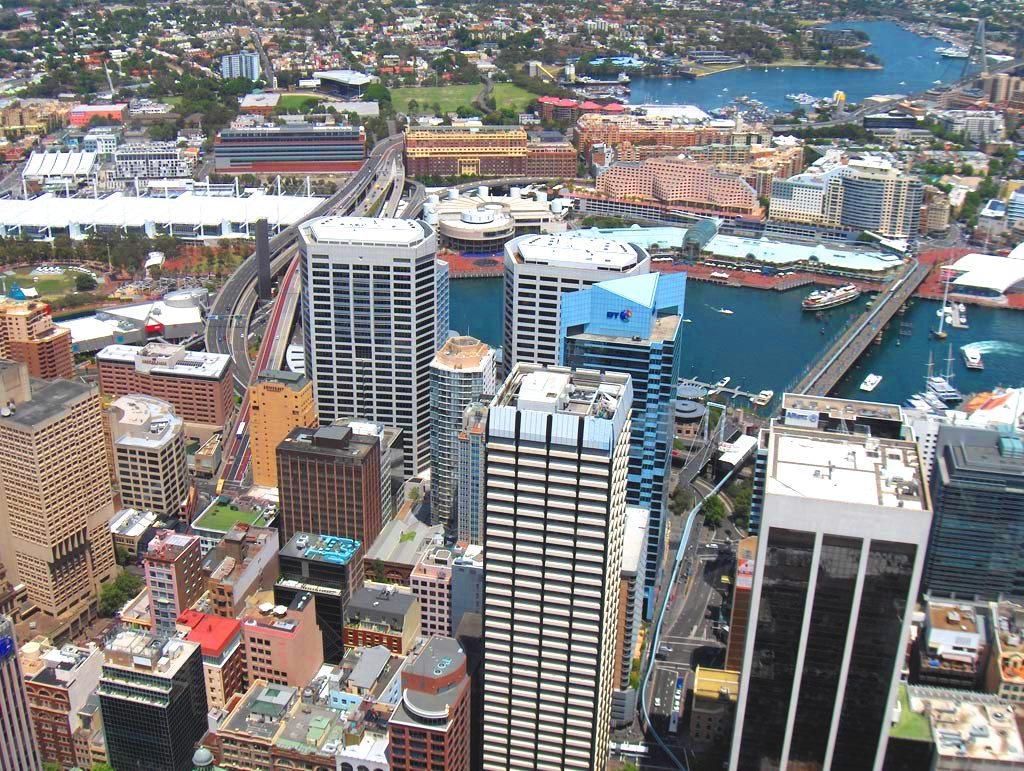
Pohled na Darling Harbour ze Sydney Tower.
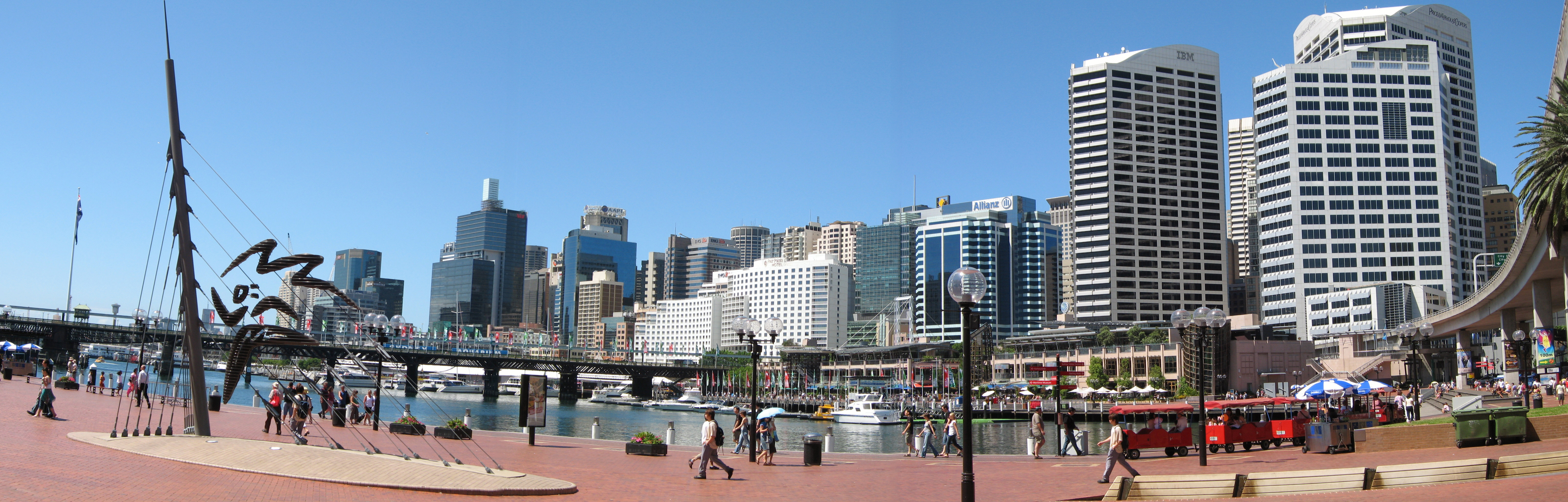
Darling Harbour s mostem Pyrmont Bridge v pozadí.
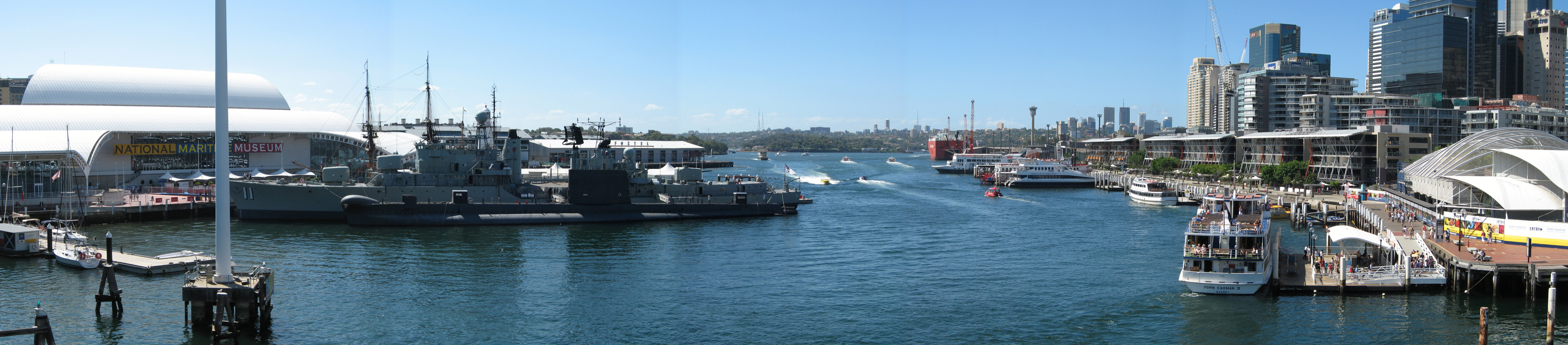
Darling Harbour z mostu Pyrmont Bridge.
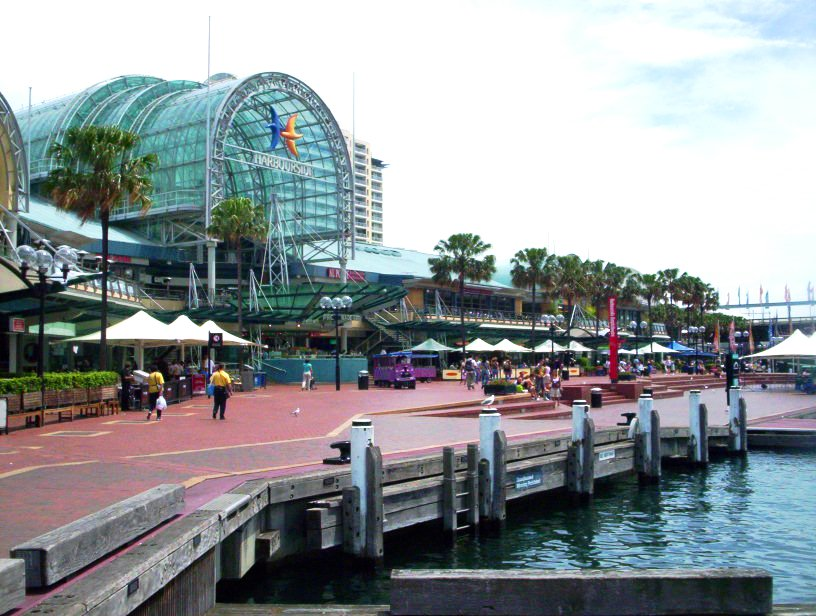
Darling Harbour, komplex Harbourside.
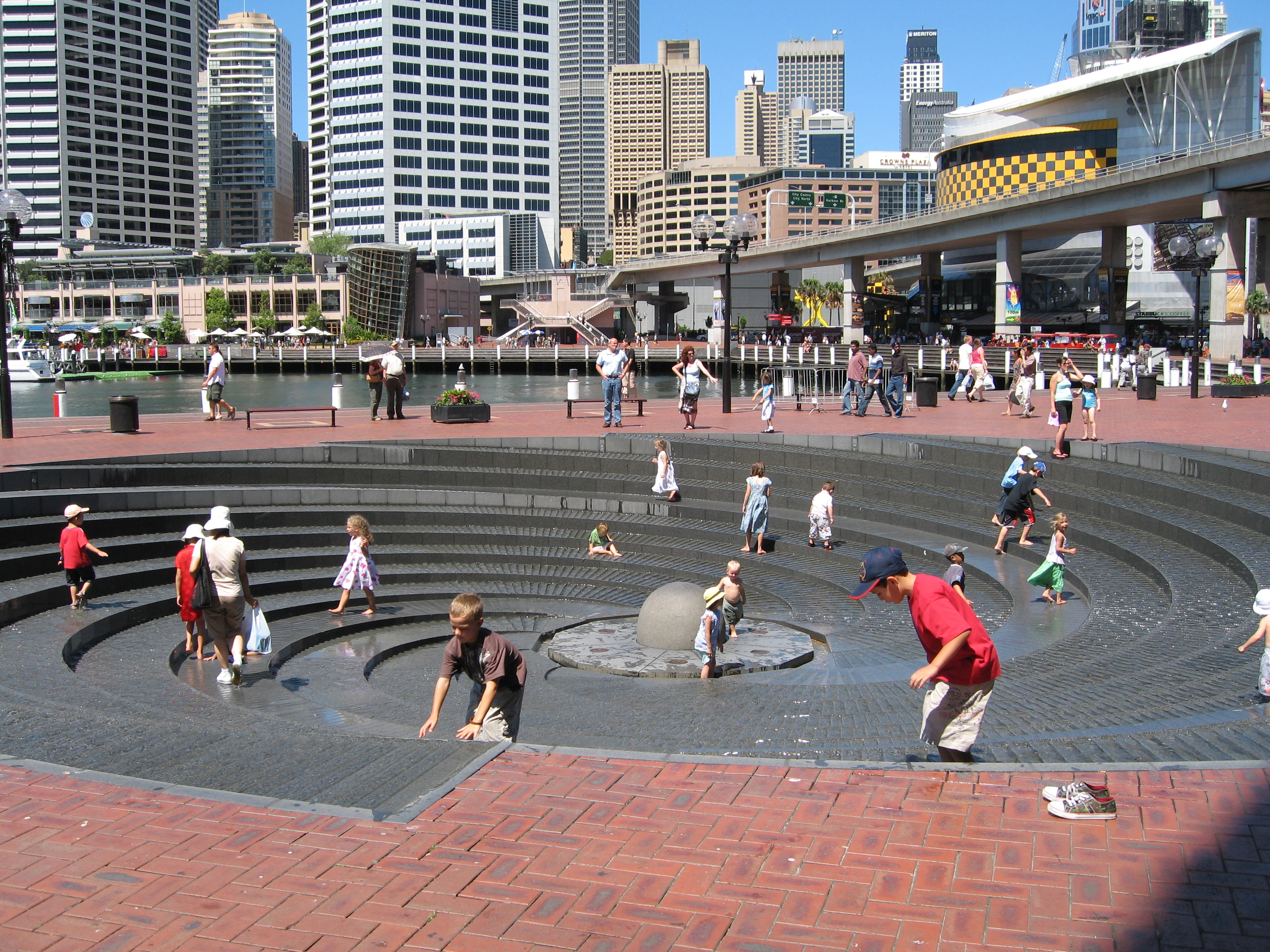
Spirálová fontána.
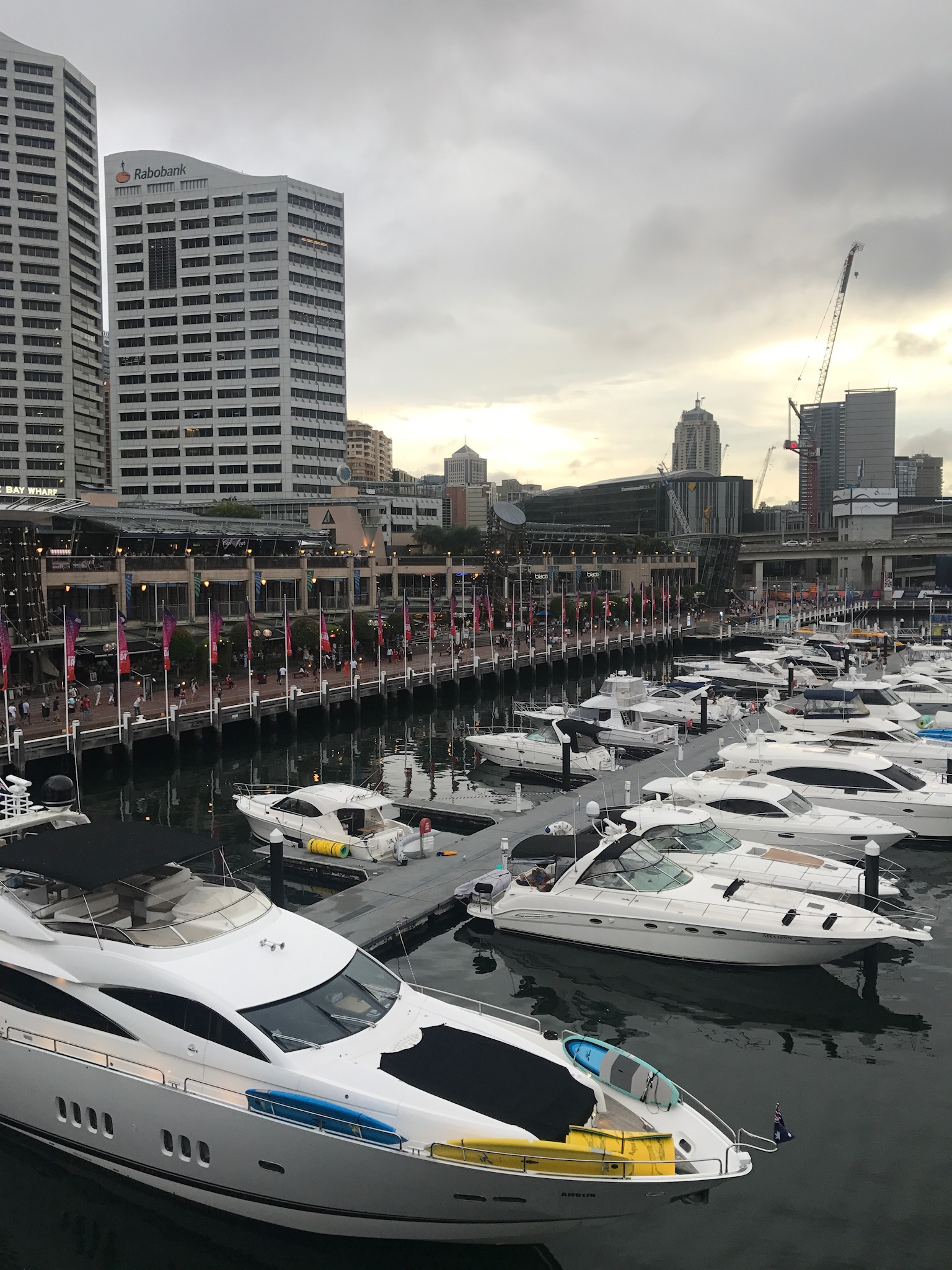
Lodě v přístavu